# Neolitsea homilantha
Neolitsea homilantha är en lagerväxtart som beskrevs av C.K. Allen. Neolitsea homilantha ingår i släktet Neolitsea och familjen lagerväxter. Inga underarter finns listade i Catalogue of Life.